# Ignaz Venetz

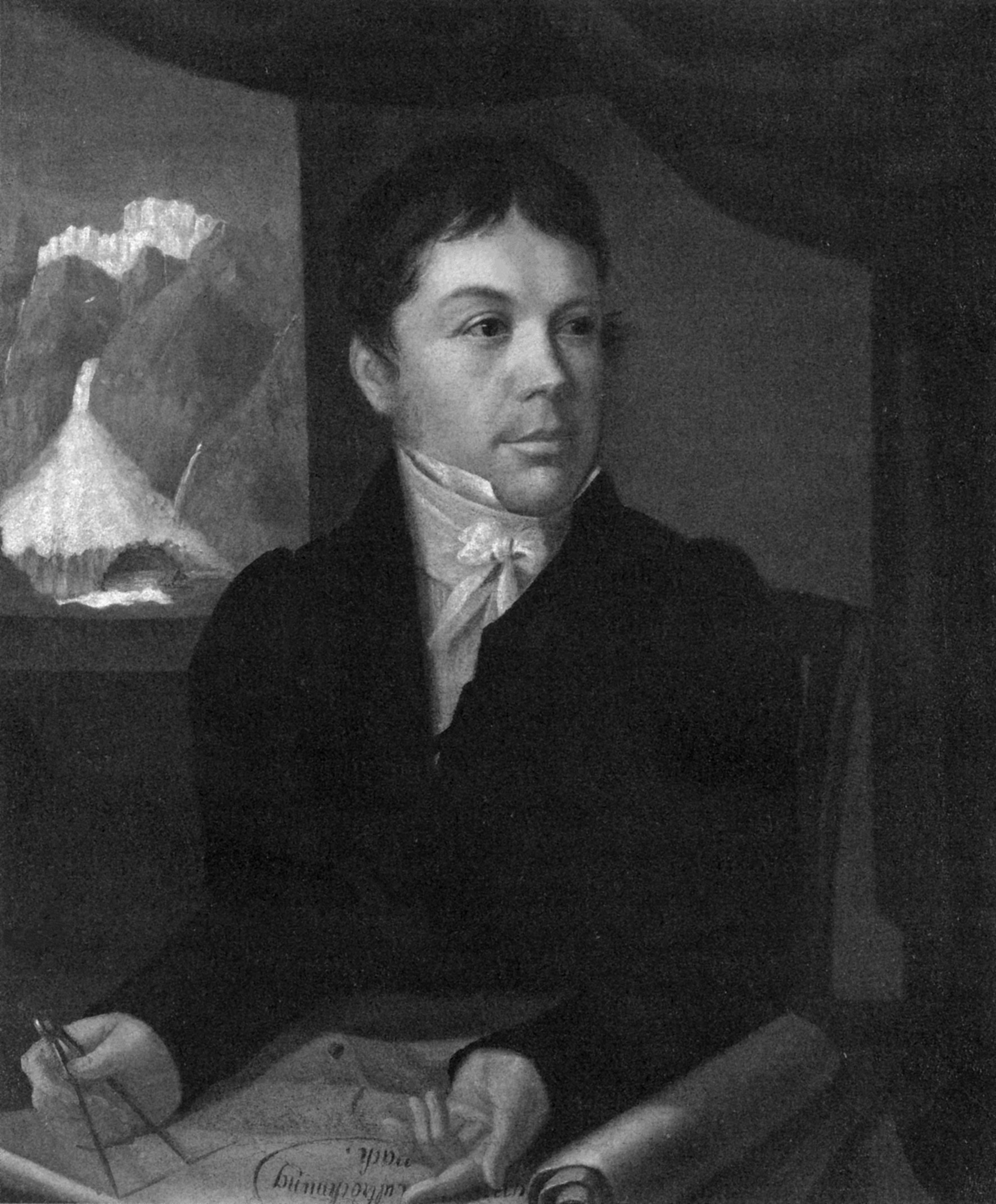
Ignaz Venetz

Ignaz Venetz (Saas-Fee, 1788 — 1859), foi um engenheiro, naturalista e glaciologista suíço.

## Biografia
Venetz era de uma família que havia se estabelecido em Valais, onde trabalhou como engenheiro, primeiro em Valais e depois em Vaud, até 1854.
No leste da Suíça, o verão de 1816 e 1817 foram tão frios que uma barragem de gelo se formou de Giétro até Bagnes. Apesar dos esforços de Venetz de drenar o crescente lago, a barragem de gelo desmoronou catastroficamente em junho de 1818.
A ideia de que os glaciares do passado haviam sido mais extensos que os actuais era algo percebido pelos habitantes das regiões alpinas da Europa: Imbrie e Imbrie (1979) citam um lenhador de nome Jean-Pierre Perraudin falando a Jean de Charpentier sobre a antiga extensão do glaciar Grimsel nos Alpes Suíços. Macdougal (2004) afirma que o primeiro a ter tal ideia foi Ignaz Venetz, mas não foi apenas uma pessoa que teve esta ideia.